# Montarnaud
Montarnaud es una comuna francesa situada en el departamento de Hérault, en la región de Occitania.

## Demografía
| 518 | 602 | 675 | 1016 | 1689 | 2350 | 4052 |
| Para los censos de 1962 a 1999 la población legal corresponde a la población sin duplicidades (Fuente: INSEE [Consultar]) |     |     |      |      |      |      |